# Massena, New York
Massena är en ort i den amerikanska delstaten New Yorks nordligaste del. Orten grundades 1802 och fick namnet efter den franska generalen André Masséna, som deltog i Napoleonkrigen. Den breder sig ut över 145,4 kvadratkilometer (km2) stor yta och hade en folkmängd på 12 883 personer vid den nationella folkräkningen 2010.